# 98.01.11
98.01.11 är ett musikalbum av artisten Yasin. Albumet är Yasins debutalbum, och släpptes den 23 maj 2020 via hans eget och självständiga skivbolag MadeNiggaMusic. Det innehåller tio låtar, med rapparna Aden och Asme som gästar på låtarna Source respektive Chris Tukker. Låtarna är producerade av Amr Badr, KJ, Tsino och Elai. Albumets titel, 98.01.11, syftar på Yasins födelsedatum, den 11 januari 1998.

## Låtar på albumet
| Nr  | Titel                   | Längd | Notering |
| --- | ----------------------- | ----- | -------- |
| 1.  | Spiderman ( Intro )     | 1:59  |          |
| 2.  | Chris Tukker (med Asme) | 2:16  |          |
| 3.  | Workin                  | 2:22  |          |
| 4.  | Think About It          | 2:20  |          |
| 5.  | Amen                    | 2:27  |          |
| 6.  | Source (med Aden)       | 2:32  |          |
| 7.  | Young & Heartless       | 2:26  |          |
| 8.  | Buzz Light Year         | 2:38  |          |
| 9.  | Hiphop N RnB            | 2:45  |          |
| 10. | Drownin                 | 2:24  |          |